# Sul Amazonense
Sul Amazonense è una mesoregione dello Stato di Amazonas in Brasile.

## Microregioni
È suddivisa in 3 microregioni:
- Boca do Acre
- Madeira
- Purus